# جوناثان دير
جوناثان دير (بالإنجليزية: Jonathan Dwyer)‏ هو لاعب كرة قدم أمريكية أمريكي، ولد في 26 يوليو 1989 في وودستوك في الولايات المتحدة.

## وصلات خارجية
- جوناثان دير على موقع إي إس بي إن.كوم (أن.أف.أل)3
- جوناثان دير على موقع مرجع كرة القدم المحترفة.كوم (الإنجليزية)